# Nilay Kartaltepe
Nilay Kartaltepe, née le 13 janvier 1979 à Bakırköy, en Turquie, est une joueuse turque de basket-ball. Elle évolue au poste de meneur.

## Palmarès
- Finaliste du championnat d'Europe 2011
- Championne de Turquie 2006, 2007
- Vainqueur de la Turkish Presidents Cup 2005, 2007
- Vainqueur de la coupe de Turquie 2005, 2006, 2007, 2010